# Zieria adenodonta
Zieria adenodonta är en vinruteväxtart som först beskrevs av Ferdinand von Mueller, och fick sitt nu gällande namn av J.A.Armstr.. Zieria adenodonta ingår i släktet Zieria och familjen vinruteväxter. Inga underarter finns listade i Catalogue of Life.